# 吳汝俊
吳汝俊(日語：ウー・ルーチン，1963年8月12日—)，中國京劇演員、京胡演奏家。出生於南京市，父親是京胡演奏家，母親是京劇老旦演員，妹妹吳小妹亦是二胡演奏家，曾任西雅圖中國劇曲協會會長。九歲進入京劇團，扮演旦角。1984年畢業於中國戲曲學院，隸屬於中國京劇院。1989年與日本人陶山昭子（1942年-）結婚，之後旅居日本。2001年，擔任吳子牛導演電影《英雄鄭成功》的主題曲演奏。2001至2002年，吳汝俊策劃主演戲目《貴妃東渡》(日語劇名：《楊貴妃と阿倍仲麻呂》)，時逢中日邦交正常化30周年，戲在中日兩國上演，影響一時。2003年，與旅日二胡演奏家姜建華、陳敏，及日本津輕三味線二人演奏組合吉田兄弟，一同獲得日本金唱片大獎的「中日邦交正常化30年特別獎」。2005年，擔任NHK製播的大河劇《義經》的京胡演奏。吳汝俊策劃、演出的京劇劇目還包括《孟母三遷》、《七夕物語》、《孔聖母》、《宋氏三姐妹》等，另在中國、日本發行多張京胡演奏專輯。
吳汝俊與許多日本政治人物有私交，包括曾任日本首相的鳩山由紀夫、安倍晉三，眾議員野田毅，與安倍晉三夫人安倍昭惠有十多年的往來。2013年7月，日本雜誌週刊文春指吳汝俊是中國間諜，是中國現代國際關係研究院的情報員。

## 外部連結
- 艾迴音樂製作吳汝俊官方網站(日文)（页面存档备份，存于）